# Moonstruck
Moonstruck (no Brasil, Feitiço da Lua; em Portugal, O Feitiço da Lua) é um filme estadunidense de 1987, do gênero comédia romântica, realizado por Norman Jewison, escrito por John Patrick Shanley, e estrelado por Cher, Nicolas Cage, Danny Aiello, Olympia Dukakis e Vincent Gardenia. O filme segue Loretta Castorini, uma mulher viúva, de 37 anos, ítalo-americana que se apaixona pelo irmão mais novo e temperamental de seu noivo.
Moonstruck foi lançado nos cinemas em 16 de dezembro de 1987 em Nova York, e depois nacionalmente em 15 de janeiro de 1988 pela Metro-Goldwyn-Mayer para sucesso crítico e comercial. Os críticos elogiaram seu roteiro, direção e performances do elenco (particularmente de Cher e Dukakis), enquanto o filme arrecadou US$ 80.6 milhões em um orçamento de US$ 15 milhões, tornando-se o 5º filme de maior bilheteria de 1987 na América do Norte. Recebeu seis indicações no 60º Oscar, incluindo o de Melhor Filme, ganhando três; Melhor Atriz (para Cher), Melhor Roteiro Original e Melhor Atriz Coadjuvante (para Dukakis).

## Sinopse
Loretta é uma jovem viúva que está noiva e vai se casar com Johnny Cammareri, um homem mais velho. Mas quando ela conhece o padeiro Ronny Cammareri, seu futuro cunhado, fica apaixonada por ele.

## Elenco
- Cher .... Loretta Castorini
- Nicolas Cage .... Ronny Cammareri
- Olympia Dukakis .... Rose Castorini
- Vincent Gardenia .... Cosmo Castorini
- Danny Aiello .... Johnny Cammareri
- Julie Bovasso .... Rita Cappomaggi
- Louis Guss .... Raymond Cappomaggi
- John Mahoney .... Perry
- Feodor Chaliapin Jr. .... Grandpa Castorini
- Anita Gillette .... Mona
- Leonardo Cimino .... Felix
- Paula Trueman .... Lucy
- Nada Despotovich .... Chrissy
- Joe Grifasi .... Shy Waiter
- Gina DeAngeles .... Old Crone
- Robin Bartlett .... Barbara
- Helen Hanft .... Lotte
- David S. Howard .... Irv
- Robert Weil .... Bobo

## Principais prêmios e indicações
Oscar 1988 (EUA)
- Venceu nas categoria de melhor atriz (Cher), melhor atriz secundária (Olympia Dukakis) e melhor roteiro original (John Patrick Shanley).
- Nomeado nas categorias de melhor filme, melhor realizador e melhor ator secundário (Vincent Gardenia).

Globo de Ouro 1988 (EUA)
- Venceu nas categorias de melhor atriz - comédia/musical (Cher) e melhor atriz coadjuvante (Olympia Dukakis).
- Indicado nas categorias de melhor filme - comédia/musical, melhor ator - comédia/musical (Nicolas Cage) e melhor roteiro.

Festival de Berlim 1988 (Alemanha)
- O filme recebeu o Urso de Prata e foi indicado ao Urso de Ouro.

BAFTA 1989 (Reino Unido)
- Venceu na categoria de melhor atriz coadjuvante (Olympia Dukakis).
- Indicado nas categorias de melhor atriz (Cher), melhor trilha sonora e melhor roteiro.

Prêmio David di Donatello 1988 (Itália)
- Venceu na categoria de melhor atriz estrangeira (Cher).

Academia Japonesa de Cinema 1989 (Japão)
- Indicado na categoria de melhor filme estrangeiro.

Writers Guild of America 1988 (EUA)
- Venceu na categoria de melhor roteiro escrito diretamente para o cinema.

## Trilha sonora
| Canção                                            | Artista | Notas                                       |
| ------------------------------------------------- | --- | ------------------------------------------- |
| That's Amore                                      | Dean Martin | Harry Warren, Jack Brooks                   |
| Canzone Per Loretta/Addio, Mulberry Street        | Jack Zaza (bandolim)                                                                                             | Dick Hyman                                  |
| Mr. Moon                                          | | Dick Hyman                                  |
| It Must Be Him                                    | Vikki Carr | Gilbert Bécaud, Mack David, Maurice Vidalin |
| Old Man Mazurka                                   | Dominic Cortese (acordeão)                                                                                       | Dick Hyman                                  |
| Lament for Johnny's Mama                          | | Dick Hyman                                  |
| Che gelida manina                                 | Ed Bickert (guitarra)                                                                                            | Giacomo Puccini                             |
| Donde lieta uscì                                  | Renata Tebaldi                                                                                                   | Giacomo Puccini                             |
| Canzone Per Loretta                               | | Dick Hyman                                  |
| O soave fanciulla                                 | Carlo Bergonzi, Renata Tebaldi                                                                                   | Giacomo Puccini                             |
| Musetta's Waltz                                   | Moe Koffman (saxofone alto)                                                                                      | Giacomo Puccini                             |
| Musetta's Entrance                                | Nora Shulman (flauta)                                                                                            | Giacomo Puccini                             |
| La bohème (trechos instrumentais)                 | | Giacomo Puccini                             |
| (In Loretta's Bedroom) Gettin' Ready              | Moe Koffman (acordeão)                                                                                           | Dick Hyman                                  |
| Brooklyn Heights Stroll                           | | Dick Hyman                                  |
| Beautiful Signorina                               | | Dick Hyman                                  |
| Moonglow                                          | | Eddie DeLange, Will Hudson, Irving Mills    |
| Canzone Per Loretta                               | Dominic Cortese (acordeão)                                                                                       | Dick Hyman                                  |
| Gioventù mia, tu non sei morta (La bohème, act 2) | Carlo Bergonzi, Cesare Siepi, Ettore Bastianini, Fernando Corena, Gianna D'Angelo, Renata Tebaldi, Renato Cesari | Giacomo Puccini                             |

Referências da trilha sonora: